# Loka pri Žusmu
Loka pri Žusmu este o localitate din comuna Šentjur, Slovenia, cu o populație de 408 locuitori.